# 肯西特鎮區 (愛荷華州沃思縣)
肯西特鎮區（英語：Kensett Township）是位於美國愛荷華州沃思縣的一個行政鎮區。

## 地方資料
根據2010年美國人口普查的數據，肯西特鎮區的面積為93.71平方千米，當中陸地面積為93.61平方千米，而水域面積為0.10平方千米。當地共有人口473人，而人口密度為每平方千米5.05人。